# Notació de Lagrange
La notació de Lagrange de la derivada total d'una funció de més d'una variable {\displaystyle f} respecte a una de les seves variables {\displaystyle x} és:
{\displaystyle f^{\prime }(x)}
o:
{\displaystyle f^{(1)}(x)}
De vegades és clar quina és las variable de derivació {\displaystyle x}, com passa sempre que la funció només depèn d'una variable; la notació esdevé llavors:
{\displaystyle f^{\prime }} o {\displaystyle f^{(1)}}
El nom que rep es deu Joseph Louis Lagrange.

## Rerefons
Aquesta notació va ser intriduïda per Joseph Louis Lagrange en el segle xviii, i avui en dia és, de llarg, la més usada per indicar la derivada. La idea és la de representar l'operació de derivada amb un àpex (o apòstrof) sobre la "f" de funció.

## Notació per a les derivades successives
{\displaystyle f^{\prime \prime }(x),f^{\prime \prime \prime }(x),f^{(4)}(x),\,\dots \,f^{(n)}(x)\dots }
La derivada segona ve indicada amb un doble àpex, la tercera amb un triple àpex, o també amb l'ordre entre parèntesis: aquesta darrera esdevé l'única via possible a nivell ortogràfic a partir de la tercera derivació.